# カトマンズの渓谷

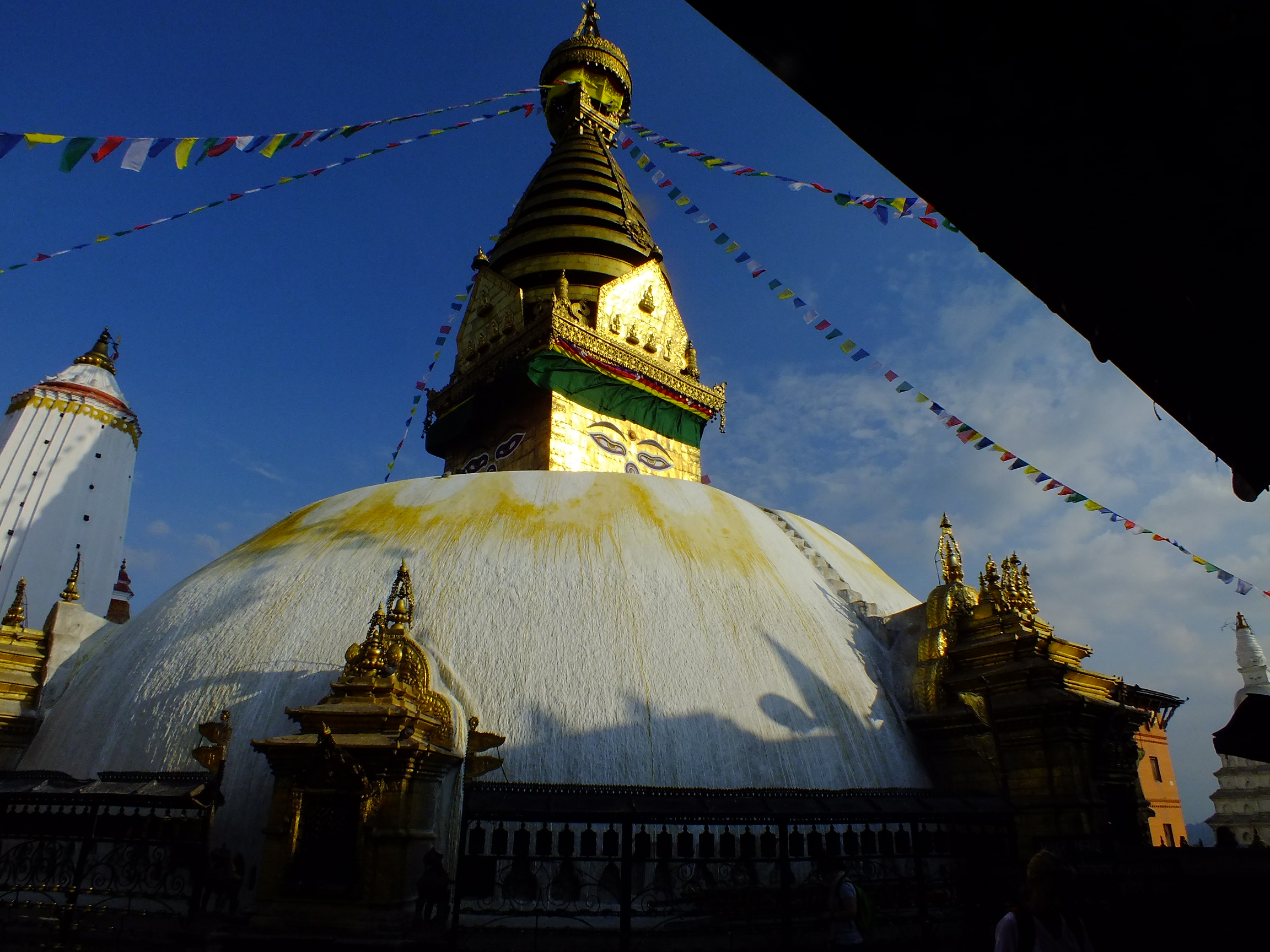
スワヤンブナート

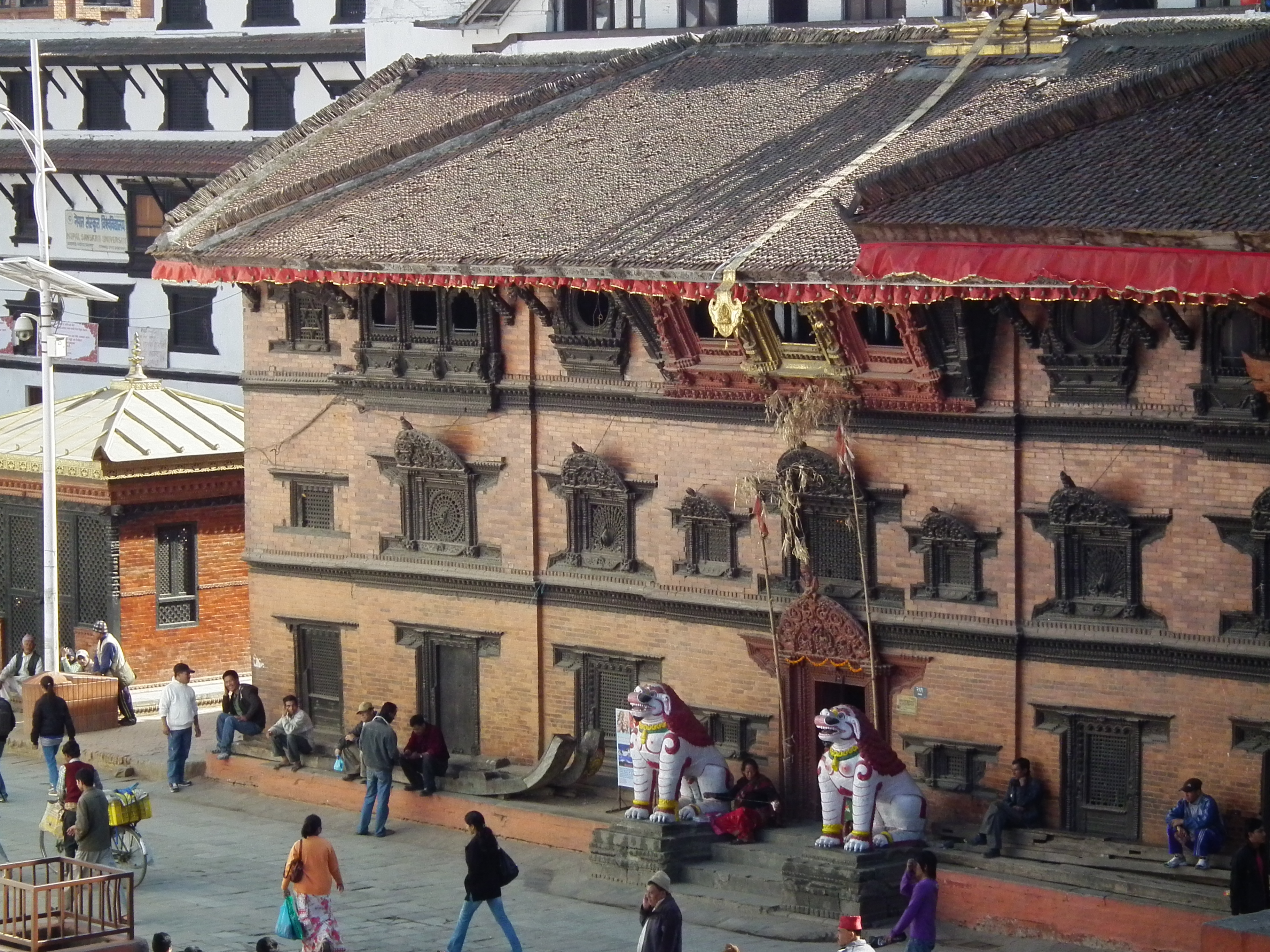
クマリの館

カトマンズの渓谷（カトマンズのけいこく、Kathmandu Valley）は、ネパールの首都カトマンズのある盆地一帯のこと。ユネスコの世界遺産に登録されている。通常はカトマンズ盆地（ネパール語: काठमाडौं उपत्यका）と呼ばれる。周囲を標高の高い年中雪を抱くヒマラヤの山々に囲まれ緑深く、世界的にも貴重な歴史のあるカトマンズ、パタン、バクタプルという3つの芸術、文化性の高い都市を抱く。

## 地理
標高は、約1,300m。緯度は沖縄と同程度である。典型的なモンスーン気候。盆地内には、ガンジス川の支流であるバグマティ川などの川が流れ、耕作に適した大地が広がっている。チベットとインドを結ぶ交易の中継点でもある。
カトマンズ盆地は、数千年前までは湖だったと考えられている。湖だったことは、この地の神話にも登場する。また、地層から淡水魚の化石が発掘されている。
首都のカトマンズ市、ラリトプル市（パタン）、バクタプル市が行政区として存在している。
1979年、ユネスコの世界遺産（文化遺産）として登録。ただし、ネパール政府は、カトマンズ周囲の景観とともに複合遺産として申請していた。また、急激な都市化により2003年～2007年の間危機遺産の指定も受けていた。
なお、"valley" には「渓谷」「谷」のほかに「盆地」「流域」の意味があり、カトマンズは後者にあてはまる。一般に「カトマンズの渓谷」「カトマンズの谷」と紹介されているが、これは誤訳に近い。

### 環境問題
ネパールの他の地方は寒冷な山岳地帯であるため、教育・産業などがきわめて遅れており、人口がさらにカトマンズ渓谷に集中し、特に1961年からの30年間で人口が3倍に増加（ネパール全土では倍増）し、急速な都市化に伴うスラム化と旧市街地での景観の不調和が問題となっている。また地形の特性上、自動車の排ガスや廃棄物・水質汚染などが溜まりやすく社会問題となっている。カトマンズ盆地中心部を流れるバグマティ川の水質は極めて悪く、1997年の乾季における溶存酸素比率はゼロ状態であり「死の川」であった。
こうした問題に対処するため、1970年代後半にはドイツの支援で廃棄物管理資源化センター（SWMRMC）が組織され、1980年にはカトマンズ盆地廃棄物管理再構築モデル事業を開始。1981年には廃棄物管理令を公布した。後に事業はカトマンズ首都圏公社に移管されている。また水質汚染を改善するため、政府はリオデジャネイロ宣言を受ける形で1992年に国家環境影響評価指針を策定。1996年には環境保護法を、1997年には環境保護規則を策定する。
下水道処理場は1980年代にカトマンズに2か所、バクタプルに1か所設置されたが、2000年時点ではいずれも機能停止状態であり垂れ流し状態であったが、2001年にノルウェー政府の無償援助でバグマティ処理場が建設され、また2009年からの5年間で170億円を投じカトマンズ盆地全域の下水道計画を策定した。また環境保護法に則って工場排水の管理も行われるようになった。
自動車の排ガスについても一斉調査が行われ、不合格車には一定期間の運行規制を実施。さらに1999年にはディーゼルエンジン車の市中心部への乗り入れを規制したほか、業界の反対運動をはねのけてビクラムテンポ（三輪の乗合自動車）の排除規制も強行した。

### 地形と地震
約8000年前までは湖だったことから、地盤がきわめて脆弱で、盆地全域に平均数百mの厚さの湖や河川堆積物が広がる。その上カトマンズ市内のボーリング結果では上部20mは特に柔らかい。
1833年のM7.9、1934年のビハール・ネパール地震(M8.1)、1988年の東ネパール地震M6.6など、ネパールでは1253年以来少なくとも16回の大きな地震が発生した。1997年までの100年間の記録の統計によれば、ほぼ12年に1回の大規模・巨大地震が起こった。1934年の地震の震央はカトマンズの東170kmで、盆地の建物の内約19％が倒壊し、40％が被害を受けた。
1255年7月7日の「大ヒマラヤ地震」では、カトマンズを壊滅させ、カトマンズ渓谷の人口の1/3が死亡し、国王が死亡した。
1833年、M7.9
1934年1月15日 ビハール・ネパール地震 Mw8.1 死者8519人
1988年8月21日 ネパール東部 M6.6 ネパールでの死者721人
2015年4月25日 ネパール中央部 Mw7.8 死者2600人以上
ヒマラヤは、ユーラシア・プレートにインド・オーストラリア・プレートが衝突することによって作られており、現在も造山運動中であるため東西に延びる巨大活断層帯が存在し、数百年おきに巨大地震を起こしている。そのうえ、南北に延びる数カ所の大きな断層帯が存在する。さらにヒマラヤ自体が自重を支えきれず常に崩壊しており、推定で2200 - 1800万年前に北方へテチス堆積物の地層がすべりおちた。 
心配されているのは、カトマンズ周辺とその西部に広がる「中部ヒマラヤ地震ギャップ」（空白地帯）である。
カトマンズ盆地地震危機対策プロジェクトの被害予測（1999年）では、死傷者14万人、ホームレス60万人という。
した地域に伝統的工法により作られた脆弱な建物と、無いも同然のインフラの中で暮らしている。そのため地震被害に対してきわめて弱い（後述）。

## 歴史
マッラ朝の統治時代の15世紀、カトマンズ、パタン、バクタブルにそれぞれ王子を配置。各都市は競って宮殿や寺院を建立。このころネワール様式の建築が花開いたといわれている。

## 主な宮殿・寺院・史跡
- ダルバール広場
  - シヴァ寺院
  - クマリの館
- パタン
  - クリシュナ寺院
  - パタン博物館
- スワヤンブナート
- パシュパティナート
- ボダナート

## 登録基準
この世界遺産は世界遺産登録基準のうち、以下の条件を満たし、登録された（以下の基準は世界遺産センター公表の登録基準からの翻訳、引用である）。
- (3) 現存するまたは消滅した文化的伝統または文明の、唯一のまたは少なくとも稀な証拠。
- (4) 人類の歴史上重要な時代を例証する建築様式、建築物群、技術の集積または景観の優れた例。
- (6) 顕著で普遍的な意義を有する出来事、現存する伝統、思想、信仰または芸術的、文学的作品と直接にまたは明白に関連するもの（この基準は他の基準と組み合わせて用いるのが望ましいと世界遺産委員会は考えている）。

登録基準に基づく評価内容は以下の通り。
- (3)  7つのモニュメント群は、カトマンズ盆地の伝統文明の類まれな証しとなっている。過去2000年にわたり、この辺鄙なヒマラヤ渓谷に定住したネワール族と呼ばれる多民族の文化的伝統は、レンガ、石、木材、青銅といった世界でも有数の高度な工芸技術を誇る、独特の都市社会に体現されている。ヒンドゥー教と仏教が、アニミズムの儀式やタントラ教と共存・融合している点も、他に類を見ない特徴である。
- (4) 当該資産は、1500年から1800年の間に最盛期を迎えた、カトマンズ盆地の高度に発達した文化を物語る、類まれな建築類型、アンサンブル、都市構造から構成されている。宮殿群、寺院群、仏塔といった精緻な例は、カトマンズ盆地特有のものである。
- (6) 当該資産は、ヒンドゥー教と仏教、そしてアニミズムの儀式やタントラ教の独特な共存・融合と、明確に結びついている。その象徴的・芸術的価値は、建物の装飾、都市構造、そして多くの場合周囲の自然環境に表れており、伝説、儀式、祭儀と密接に結びついている。

## 文化財破壊と対策
カトマンズやパタンをはじめとする都市部では、文化財の破壊が深刻な問題になっている。特に1994年と1999年には文化財の一部を世界遺産から外すよう検討されたこともあった。理由として、この文化財を作り上げたのは先住民のネワール族であり、ネパールの主要層（パルバテ・ヒンドゥー）はそれらを征服した側であるため、文化財に対する認識の低いことがあげられる。
カトマンズの渓谷は2003年から2007年まで危機遺産に指定されていたこともあり、長らくユネスコは保存状態の定期的な管理を続け、2010年に世界遺産のための災害リスクの管理」を立ち上げたことで、2013年には国際シンポジウム「カトマンズ再考、生活都市遺産」を開催。2015年(平成27年)3月14～18日に仙台で開催された国連防災世界会議に伴う専門家会合の一環「文化財と防災」シンポジウムでも、地震多発地帯の一つとしてカトマンズの名が上げられていた。ネパール地震 (2015年)の発生をうけユネスコは緊急声明を発し、6月28日から7月8日に開催される第39回世界遺産委員会で緊急動議が図られることになった。
日本では文化遺産国際協力コンソーシアムによるパタン宮殿の修復が2005年に行われている。